# Зеленоград (хоккейный клуб)
Хоккейный клуб «Зеленоград» — хоккейный клуб, базирующийся в Зеленограде.

## История
Участник Первенства России по хоккею в Первой лиге — сезон 2009/2010 годов (5-е место на предварительном этапе, 8-е место на финальном). Участник Первенства России по хоккею среди клубных команд регионов (регион «Центр») — сезон 2010/2011 годов (на предварительном этапе занял 12-е место среди 12 команд).
В 2011 году клуб принял участие в Квалификационном турнире МХЛ. «Зеленоград» выиграл первый матч у чеховских «Русских Витязей»- 1:0, но проиграл два последующих — нижегородской «Чайке» (1:2) и московскому МХК «Спартак» (2:5).
Участник Открытого чемпионата Москвы среди молодёжных команд:
- Сезон-2009/2010 — 5-е место в регулярном сезоне, 3-4 место в Кубке Москвы.
- Сезон-2010/2011 —  1-е место в регулярном сезоне. Обладатели Кубка Москвы среди молодёжных команд.

15 сентября 2011 года ХК «Зеленоград» был принят в состав участников Первенства МХЛ.
На первом этапе Сhevrolet Первенства МХЛ 2011/2012 годов «Зеленоград» занял первое место в дивизионе «Запад». В плей-офф в 1/8 финала обыграли «Стальных Ижей» 3:0 (4:0,3:1,3:2), но на следующей стадии в трех матчах уступили пензенскому «Дизелисту» (2:5, 2:4, 2:6), завершив выступления в соревнованиях под эгидой МХЛ. По итогам сезона занял в Chevrolet Первенстве МХЛ 5-е место.
В Открытом Чемпионате Москвы среди юниоров 2011/2012 годов ХК «Зеленоград» занял 2-е место в регулярном сезоне.
В Кубке Москвы среди молодёжных команд ХК «Зеленоград» стал финалистом.
На первом этапе Первенства МХЛ 2012/2013 «Зеленоград» занял 2-е место в дивизионе «Северо-Запад». По ходу сезона Игорь Гаврилов, возглавлявший тренерский штаб «Зеленограда» с момента основания клуба, перешёл на работу в ступинский «Капитан». Его помощник Дмитрий Зинин был назначен главным тренером после окончания первого круга. В «плей-офф» зеленоградцы в 1/8 финала прошли одинцовский «ОГИ» — 3:1 (4:5, 7:2, 3:2, 3:2), а в четвертьфинале три раза проиграли курганскому «Юниору» (0:6, 1:3, 1:5). По итогам сезона зеленоградцы заняли 8-е место.
После окончания сезона состоялась очередная смена главного тренера — с апреля 2013 года тренерский штаб возглавил Николай Щедров. По итогам первого этапа Первенства МХЛ 2013/2014 годов команда заняла 3-е место в дивизионе «Северо-Запад» вслед за будущими финалистами «плей-офф», «Беркутами Кубани» и «Локо-Юниором». В «плей-офф» зеленоградцы выбыли на стадии 1/8 финала, проиграв серию «Россоши» со счетом 1:3 (1:2, 1:6, 7:2, 2:3 в овертайме). По итогам сезона «Зеленоград» занял 9-е место в общей таблице Первенства МХЛ.
В следующем сезоне-2014/2015 зеленоградцы выступили успешнее, чем в трех предыдущих. На первом этапе они заняли 4-е место в конференции "Запад". В 1/8 финала со счетом 3:0 была выиграна серия у литовского "Жальгириса" (2:1, 5:2, 3:0), в 1/4 финала пройден ярославский "Локо-Юниор" (1:2, 3:2 по буллитам, 1:3, 3:2 по буллитам, 2:1 в овертайме). В полуфинале "Зеленоград" уступил в серии победителю конференции "Восток" - учалинскому "Горняку" (3:1, 2:4, 1:5, 2:4). По итогам сезона "Зеленоград" занял 4-е место и получил бронзовые медали Первенства МХЛ.     
В сезоне-2015/2016 «Зеленоград» в пятый раз выступил в Первенстве МХЛ.  На первом этапе команда заняла 5-е место в конференции «Запад». В плей-офф зеленоградцы уступили в серии пензенскому «Дизелисту» (0:1 в овертайме, 3:6, 0:1 по буллитам) и по итогам сезона заняли 10-е место в общей таблице Первенства.       
ЛД «Зеленоградский», где «Зеленоград» проводит свои домашние матчи, имеет хоккейную площадку образца НХЛ (60,96 х 25,90 метров). Остальные подобные площадки (к примеру, в ЛДС ЦСКА), расположенные в Москве, используются в тренировочных целях.
11 сентября 2016 года ХК «Зеленоград» был исключён из числа участников НМХЛ. Данная мера вызвана просьбой руководства хоккейного клуба из-за внутриорганизационных проблем, возникших из-за трудностей РСОО «Зеленоградская Федерация хоккея» с проверяющими органами.